# Man and His Soul
Man and His Soul er en amerikansk stumfilm fra 1916 af John W. Noble.

## Medvirkende
- Francis X. Bushman som John Conscience / John Power.
- Beverly Bayne som Mary Knowles.
- Edward Brennan som Edward Knowles.
- Charles Prince som Stephen Might.
- John Davidson.